# Равне (Шоштањ)
Равне (словен. Ravne) је насељено место у општини Шоштањ, Савињска регија, Словенија.

## Историја
До територијалне реорганизације у Словенији биле су у саставу старе општине Велење.

## Становништво
У попису становништва из 2011. године, Равне су имале 1.092 становника.
| Број становника према пописима | Број становника према пописима | Број становника према пописима |
| ------------------------------ | ------------------------------ | ------------------------------ |
| 1991                           | 2002                           | 2011                           |
| 1.000                          | 1.062                          | 1.092                          |

Напомена: Године 1988. умањено за део насеља који је припојен насељу Габерке.